# Hamburg Airport Classics

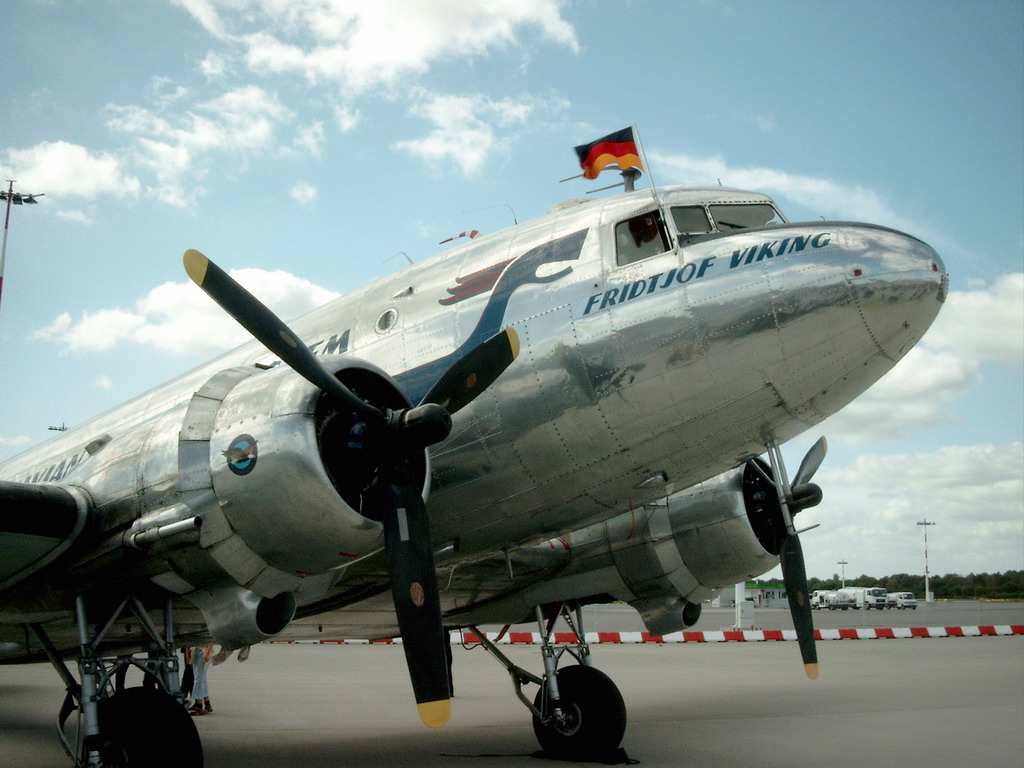
DC-3

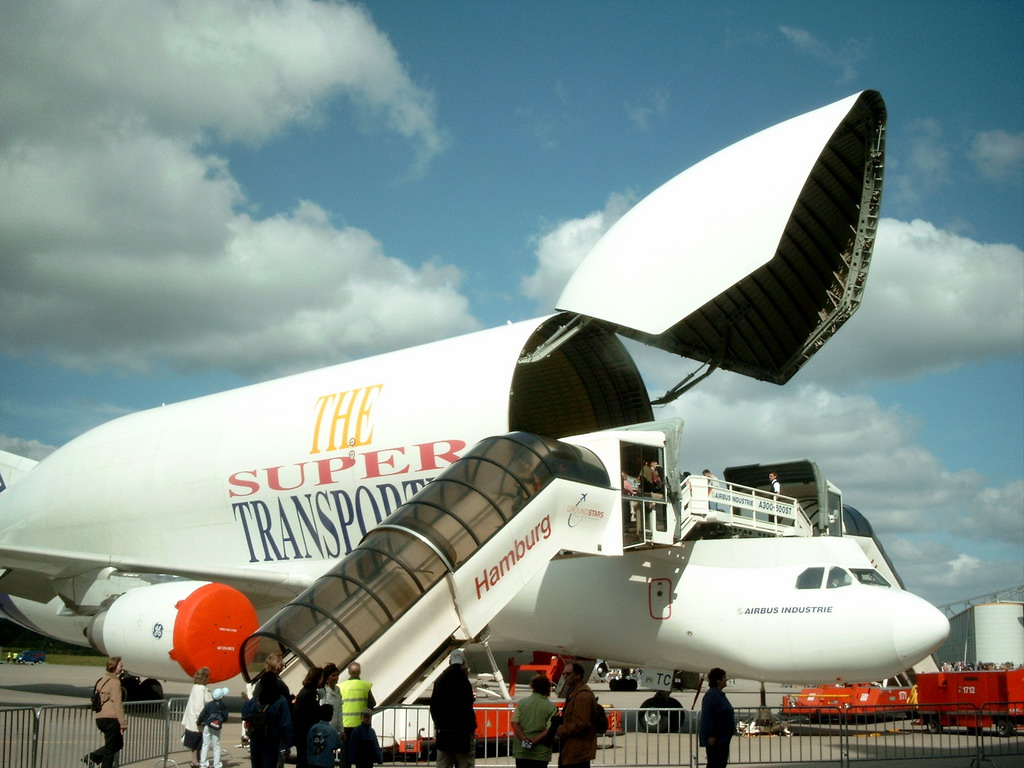
Airbus A300-600ST

Die Hamburg Airport Classics ist eine Flugschau, die bereits dreimal am Hamburger Flughafen stattgefunden hat. 2003 besuchten weit über 100.000 Besucher die auf Oldtimer fokussierte Ausstellung. Mit dabei waren allerdings auch aktuelle Typen wie der Airbus A340, Airbus A300-600ST uvam. Die HAC werden in Zusammenarbeit des Hamburg Airport und der Lufthansa Technik realisiert.
Die HAC haben stattgefunden:
- 1999
- 16./17. Juni 2001
- 13./14. September 2003.

Am  15. und 16. September 2007 veranstalteten die Flughafen Hamburg GmbH, Lufthansa Technik und der NDR  die „Airport Days Hamburg“ unter dem Motto „Musik und Flugzeug Open Air“.